# 한림대학교 한강성심병원
한림대학교 한강성심병원(翰林大學校 漢江聖心病院)은 서울특별시 영등포구 버드나루로7길 12에 위치한 종합병원이다. 1971년 12월 18일에 개원하였다. 학교법인 일송학원의 모태가 된 병원이라고 할 수 있다. 화상치료분야에서는 대한민국 최고이다. 2012년, 동탄성심병원 개원시, 인력이 대거 이동하면서, 리모델링 후 2017년 3월에 종합병원으로 재개원했지만 실제로 화상전문병원이다.

## 연혁
- 1971년 12월 18일 중앙대학교 의과대학부속 한강성심병원 개원 (205병상)
- 1974년 4월 2일 재단명칭을 의료법인 '성심중앙 유지재단'으로 변경
- 1979년 10월 11일 응급의료센터 개설
- 1982년 4월 19일 '학교법인 일송학원 한림대학 한강성심병원'으로 병원명 변경
- 1996년 12월 12일 제1별관 준공
- 2003년 4월 1일 제4별관 신축
- 2008년 1월 9일 제5별관 신축